# Юнацька збірна Гондурасу з футболу (U-17)
Юнацька збірна Гондурасу з футболу (U-17) — національна футбольна збірна Гондурасу, що складається із гравців віком до 17 років. Керівництво командою здійснює Національна автономна федерація футболу Гондурасу.
Головним континентальним турніром для команди є Юнацький чемпіонат КОНКАКАФ з футболу (U-17), успішний виступ на якому дозволяє отримати путівку на Чемпіонат світу (U-17). Також може брати участь у товариських і регіональних змаганнях. Протягом 1980-х років також функціонувала й у форматі U-16.

## Виступи на міжнародних турнірах

### Юнацький чемпіонат світу (U-17)
| Статистика чемпіонатів світу (U-17) | Статистика чемпіонатів світу (U-17) | Статистика чемпіонатів світу (U-17) | Статистика чемпіонатів світу (U-17) | Статистика чемпіонатів світу (U-17) | Статистика чемпіонатів світу (U-17) | Статистика чемпіонатів світу (U-17) | Статистика чемпіонатів світу (U-17) | Статистика чемпіонатів світу (U-17) | Статистика чемпіонатів світу (U-17) |
| Рік                                 | І                                   | В                                   | Н                                   | П                                   | Г+                                  | Г-                                  | РГ                                  | О                                   | Результат                           |
| ----------------------------------- | ----------------------------------- | ----------------------------------- | ----------------------------------- | ----------------------------------- | ----------------------------------- | ----------------------------------- | ----------------------------------- | ----------------------------------- | ----------------------------------- |
| 1985 ↓ 2005                         | не кваліфікувалася                  | не кваліфікувалася                  | не кваліфікувалася                  | не кваліфікувалася                  | не кваліфікувалася                  | не кваліфікувалася                  | не кваліфікувалася                  | не кваліфікувалася                  | не кваліфікувалася                  |
| 2007                                | 3                                   | 0                                   | 0                                   | 3                                   | 3                                   | 10                                  | −7                                  | 0                                   | груповий етап                       |
| 2009                                | 3                                   | 0                                   | 0                                   | 3                                   | 1                                   | 5                                   | −4                                  | 0                                   | груповий етап                       |
| 2011                                | не кваліфікувалася                  | не кваліфікувалася                  | не кваліфікувалася                  | не кваліфікувалася                  | не кваліфікувалася                  | не кваліфікувалася                  | не кваліфікувалася                  | не кваліфікувалася                  | не кваліфікувалася                  |
| 2013                                | 5                                   | 2                                   | 1                                   | 2                                   | 6                                   | 8                                   | −2                                  | 7                                   | чвертьфінали                        |
| 2015                                | 3                                   | 0                                   | 0                                   | 3                                   | 2                                   | 8                                   | −6                                  | 0                                   | груповий етап                       |
| 2017                                | 4                                   | 1                                   | 0                                   | 3                                   | 7                                   | 14                                  | −7                                  | 3                                   | 1/8 фіналу                          |
| 2019                                | не кваліфікувалася                  | не кваліфікувалася                  | не кваліфікувалася                  | не кваліфікувалася                  | не кваліфікувалася                  | не кваліфікувалася                  | не кваліфікувалася                  | не кваліфікувалася                  | не кваліфікувалася                  |
| Totals                              | 18                                  | 3                                   | 1                                   | 14                                  | 19                                  | 45                                  | −26                                 | 10                                  | —                                   |

### Юнацький чемпіонат КОНКАКАФ (U-17)
| Юнацький чемпіонат КОНКАКАФ (U-16/17) | Юнацький чемпіонат КОНКАКАФ (U-16/17) | Юнацький чемпіонат КОНКАКАФ (U-16/17) | Юнацький чемпіонат КОНКАКАФ (U-16/17) | Юнацький чемпіонат КОНКАКАФ (U-16/17) | Юнацький чемпіонат КОНКАКАФ (U-16/17) | Юнацький чемпіонат КОНКАКАФ (U-16/17) | Юнацький чемпіонат КОНКАКАФ (U-16/17) | Юнацький чемпіонат КОНКАКАФ (U-16/17) | Юнацький чемпіонат КОНКАКАФ (U-16/17) |
| Рік                                   | І                                     | В                                     | Н                                     | П                                     | Г+                                    | Г-                                    | РГ                                    | О                                     | Результат                             |
| ------------------------------------- | ------------------------------------- | ------------------------------------- | ------------------------------------- | ------------------------------------- | ------------------------------------- | ------------------------------------- | ------------------------------------- | ------------------------------------- | ------------------------------------- |
| 1983                                  | 4                                     | 1                                     | 0                                     | 3                                     | 1                                     | 7                                     | –6                                    | 2                                     | 4-те                                  |
| 1985                                  | 7                                     | 3                                     | 0                                     | 4                                     | 13                                    | 14                                    | –1                                    | 6                                     | 4-те                                  |
| 1987                                  | 5                                     | 1                                     | 1                                     | 3                                     | 7                                     | 17                                    | –10                                   | 3                                     | 4-те                                  |
| 1988                                  | 4                                     | 2                                     | 1                                     | 1                                     | 6                                     | 9                                     | –3                                    | 5                                     | груповий етап                         |
| 1991                                  | 3                                     | 0                                     | 3                                     | 0                                     | 1                                     | 1                                     | 0                                     | 3                                     | груповий етап                         |
| 1992                                  | 3                                     | 1                                     | 0                                     | 2                                     | 2                                     | 3                                     | –1                                    | 2                                     | груповий етап                         |
| 1994                                  | 3                                     | 1                                     | 0                                     | 2                                     | 5                                     | 11                                    | –6                                    | 3                                     | груповий етап                         |
| 1996                                  | 2                                     | 0                                     | 0                                     | 2                                     | 0                                     | 4                                     | –4                                    | 0                                     | груповий етап                         |
| 1999                                  | 3                                     | 0                                     | 0                                     | 3                                     | 1                                     | 7                                     | –6                                    | 0                                     | груповий етап                         |
| 2001                                  | 3                                     | 0                                     | 2                                     | 1                                     | 3                                     | 4                                     | –1                                    | 2                                     | груповий етап                         |
| 2003                                  | не кваліфікувалася                    | не кваліфікувалася                    | не кваліфікувалася                    | не кваліфікувалася                    | не кваліфікувалася                    | не кваліфікувалася                    | не кваліфікувалася                    | не кваліфікувалася                    | не кваліфікувалася                    |
| 2005                                  | 5                                     | 1                                     | 2                                     | 2                                     | 5                                     | 7                                     | –2                                    | 5                                     | 4-те                                  |
| 2007                                  | 3                                     | 1                                     | 2                                     | 0                                     | 2                                     | 1                                     | +1                                    | 5                                     | кваліфікація на ЧС                    |
| 2009                                  | 3                                     | 1                                     | 1                                     | 1                                     | 7                                     | 4                                     | +3                                    | 4                                     | кваліфікація на ЧС                    |
| 2011                                  | 3                                     | 1                                     | 1                                     | 1                                     | 3                                     | 3                                     | 0                                     | 4                                     | чвертьфінали                          |
| 2013                                  | 5                                     | 2                                     | 1                                     | 2                                     | 9                                     | 8                                     | +1                                    | 7                                     | 4-те                                  |
| 2015                                  | 6                                     | 3                                     | 2                                     | 1                                     | 9                                     | 7                                     | +2                                    | 11                                    | віце-чемпіон                          |
| 2017                                  | 9                                     | 5                                     | 0                                     | 4                                     | 22                                    | 16                                    | +6                                    | 15                                    | другий раунд                          |
| 2019                                  | 5                                     | 2                                     | 1                                     | 2                                     | 9                                     | 6                                     | +3                                    | 7                                     | чвертьфінали                          |
| Totals                                | 76                                    | 25                                    | 17                                    | 34                                    | 105                                   | 129                                   | −24                                   | 84                                    | —                                     |

## Титули і досягнення
- Юнацький чемпіонат КОНКАКАФ (U-17)
  - віце-чемпіон (1): 2015